# 弱鰭雙線䲁
弱鰭雙線䲁（學名：Enneapterygius pusillus），為輻鰭魚綱䲁形目三鰭䲁科雙線䲁屬的一個種，分布於西印度洋紅海至南非納塔爾、波斯灣至印度東部海域，由愛德華·呂佩爾於1835年描述，深度3至20公尺，本魚體型小呈圓柱狀，眼眶上具有觸鬚，頸背無觸鬚，側線有12個有孔的鱗片和25-28個有缺刻的鱗片，頸背及腹部、背鰭及臀鰭基部無鱗，身體半透明，第一背鰭黃色，雄魚胸鰭和腹鰭黑色，嘴角紅色，眼斑在眼睛下方深藍色，雌魚眼斑紋下方褐色, 胸鰭基部也有褐色斑紋，背鰭3個，雄魚第一背鰭高於第二背鰭；雌魚則相同，背鰭硬棘15-17枚、背鰭軟條10-11枚、臀鰭硬棘1枚、臀鰭軟條20-21枚，體長可達3公分，棲息在近岸沙泥底質有礁石的水域，雌魚產附著性卵在藻類築的巢，雄魚會守護卵，幼魚為浮游性，生活習性不明。